# Joseph Ebuya
Joseph Ebuya (Baragoi, Kenia, 20 de junio de 1987) es un atleta especializado en los 5000 metros. Resultó vencedor en el Campeonato Mundial de Campo a Través de 2010.

## Marcas personales
- 3000 metros - 7:34.66 (2007)
- 5000 metros - 12:51.00 (2007)
- 10000 metros - 28:53.46 (2006)